# Dream of You
Albums de Sharon Corr
The Same Sun
(2013)
Dream of You est le premier album solo de Sharon Corr, la violoniste du groupe irlandais The Corrs. L'album est composé de reprises de chansons typiques de la musique traditionnelle irlandaise en plus de ses propres créations. Cela inclut la participation du chanteur basque Álex Ubago avec la chanson Buenos Aires. C'est le second  duo entre les deux artistes depuis leur collaboration sur Calle ilusión (2009). L'album est sorti le 10 septembre 2010 en Irlande et le 13 septembre 2010 au Royaume-Uni.
L'album inclut son premier single, It's Not a Dream.  Son deuxième single, sorti le 6 septembre 2010, est sa version de la chanson Everybody's Got to Learn Sometime du groupe The Korgis. L'art de la couverture de l'album et la liste de chansons furent révélés le 30 juillet 2010, sur le site officiel de Sharon Corr.

## Liste des titres
1. Our wedding day
2. Everybody's Got to Learn Sometime
3. So long ago
4. Mná na h’Éireann (femmes d'Irlande)
5. It's Not a Dream
6. Smalltown Boy
7. Buenos Aires
8. Cooley’s reel
9. Butterflies
10. Dream of you
11. Real world
12. Love me better

## Chanson bonus iTunes[3]
1. "Jenny's Chickens"

## Singles
1. "It's Not a Dream" (2009)
2. "Everybody's Got to Learn Sometime" - (vidéo tourné en Espagne, 2010)